# 1987年7月逝世人物列表
1987年逝世人物列表：1月 - 2月 - 3月 - 4月 - 5月 - 6月 - 7月 - 8月 - 9月 - 10月 - 11月 - 12月
1987年7月逝世人物列表，是用於匯總1987年7月期間逝世人物的列表。

## 依日期排序

### 1日
- 庫爾特·拉姆（Kurt Lamm），68歲，德國出生的美國足球運動員，教練和經理，心臟病發作。[1]
- 傑里·利文斯頓，78歲，美國詞曲作者（《The Twelfth of Never》）和舞蹈管弦樂隊鋼琴家，心臟病。[2]
- 布裡奇特·塞奎拉（Bridget Sequeira），81歲，巴基斯坦裔印度裔宗教姐妹。
- Snakefinger，38歲，英國音樂家、歌手和詞曲作者（The Residents），心臟病發作。
- Soetran，66歲，印度尼西亞亞軍官和政治家，巴布亚省省長，肝癌。

### 2日
- 邁克爾·貝內特，44歲，美國音樂劇導演、作家、編舞和舞蹈家，淋巴瘤。[3]
- 瓦茨拉夫·切爾尼，82歲，捷克斯洛伐克文學家、作家和哲學家。[4]
- 鄧尼斯·拉金（Denis Larkin），79歲，愛爾蘭政治家（蒂奇塔·達拉（Teachta Dála）、都柏林市長）和工會官員。[5]
- 卡爾·林納斯，67歲，愛沙尼亞人，在大屠殺審判中被判處死刑。[6]
- George S. Wise，81歲，美國社會學家，臺拉維夫大學校長，心力衰竭。[7]

### 3日
- 維奧拉·達納（Viola Dana），90歲，美國無聲銀幕女演員（沒有靈魂的女孩（The Girl Without a Soul）、藍色牛仔褲（Blue Jeans））。[8]
- John H. Mercer，64歲，英國冰川學家。[9]
- 威廉·威爾德，59歲，美國影視導演，癌症。

### 4日
- 愛德華·艾迪生，88歲，英國皇家空軍空軍副元帥。[10]
- 亞歷山大·戈登·倫諾克斯，76歲，英國皇家海軍少將，格林威治皇家海軍學院院長。[11]
- 阿卜杜勒·哈利姆，75歲，印尼政治家，印尼總理。
- 莎莉·哈姆林（Sally Hamlin），84歲，美國童星和鋼琴家。
- 丹·詹姆斯，49歲，美國NFL足球運動員（匹兹堡钢人）。[12]
- Bengt Strömgren，79歲，丹麥天文學家和天體物理學家（斯特龙根球），心力衰竭。[13]

### 5日
- 鮑比·安塞爾，76歲，蘇格蘭國際足球運動員和經理（聖米倫、蘇格蘭）。[14]
- 艾倫·吉布森（Alan Gibson），49歲，加拿大電影和電視導演（邱吉爾與將軍（Churchill and the Generals）、一個叫戈爾達的女人（A Woman Called Golda））。

### 6日
- László Pusztai，41歲，匈牙利國際足球運動員（費倫斯華路士體育會、匈牙利國家足球隊），車禍。[15]

### 7日
- Finis Jennings Dake，84歲，美國五旬節派牧師，帕金森病。[16]
- 邁克爾·伊根，80歲。美國賓夕法尼亞州最高法院首席大法官。[17]
- René Gérard，73歲，法國國際足球運動員（蒙彼利埃體育會、法國國家足球隊）。[18]
- H. R. Jothipala，51歲，斯里蘭卡播放歌手，肝功能衰竭。[19]
- 歐內斯特·阿奇·洛夫圖斯，103歲，英國士兵和日記作家。[20]
- 約翰·梅雷迪思·羅金厄姆（John Meredith Rockingham），75歲，澳大利亞出生的加拿大陸軍上將。[21]
- 漢內洛爾·施羅斯（Hannelore Schroth），65歲，德國女演員。
- 約翰·辛格，63歲，英國演員（魔街理髮師）。
- Germaine Thyssens-Valentin，84歲，荷蘭出生的法國古典鋼琴家。

### 8日
- 赫拉多·迪亚哥，90歲，西班牙詩人，第27代成員。[22]
- 阿爾文·奧康斯基（Alvin O'Konski），83歲，美國政治家，美國眾議院議員。[23]
- Fuen Ronnaphagrad Ritthakhanee，87歲，泰國飛行員，泰國皇家空軍軍官，泰國副總理。
- 弗拉尼奥·韦尔夫尔，69歲，南斯拉夫國際足球運動員（萨格勒布迪纳摩足球俱乐部、南斯拉夫国家足球队）。[24]

### 9日
- Michiyo Fukaya，34歲，美國女權主義詩人和活動家，自殺。
- Ashley Kriel，20歲，南非反種族隔離活動家，被員警殺害。[25]
- Waris Mir，48歲，巴基斯坦記者和學者，心臟驟停。[26]
- Hezekiah Ochuka，33歲，肯亞空軍的肯亞二等兵，肯亞領導人6小時，被絞死。[27]
- 保羅·雷帕波特（Paul Rapoport），47歲，美國律師，愛滋病。[28]
- Ulas Samchuk，82歲，烏克蘭作家、公關人員、記者和反猶太主義者。[29]
- 歐內斯特·沃德，66歲，英國橄欖球聯賽足球運動員（布拉德福德北方、英國）。[30]

### 10日
- 道格·多貝爾（Doug Dobell），69歲，英國唱片店老闆和唱片製作人（77 Records），心臟病發作。
- 約翰·哈蒙德（John Hammond），76歲，美國唱片製作人，民權活動家和音樂評論家。[31]
- 哈羅德·賴斯，75歲，美國教育家和魔術師。
- Tanya Zolotoroff Nash，89歲，俄羅斯出生的美國聾人權利活動家。[32]

### 11日
- Hannah Billig，85歲，英國醫生。[33]
- 瑪麗昂·布魯克斯（Marion Brooks），91歲，美國無聲銀幕女演員、娛樂記者和編劇。
- 西里爾·麥克拉葛籣，87歲，英美電影演員。
- 杜魯門·納爾遜（Truman J. Nelson），75-76歲，美國小說家和散文家，民權活動家，心力衰竭。[34]
- 費爾南多·加西亞·龐塞（Fernando Garcia Ponce），53歲，墨西哥建築師和藝術家，心臟病發作。[35]
- Avi Ran，23歲，以色列國際足球運動員（海法马卡比足球俱乐部、以色列國家男子足球隊），被賽艇擊中。[36]
- Yaakov Yitzchok Ruderman，87歲，俄羅斯出生的美國塔木德學者和拉比。[37]
- 羅伯特·洛夫·泰勒（Robert Love Taylor），87歲，美國地區法官。[38]
- 湯姆·瓦德爾（Tom Waddell），49歲，美國醫生，十項全能運動員和同樂運動會創始人，愛滋病。[39]

### 12日
- 彼得·金貝爾，60歲，美國電影製片人和水下攝影記者，癌症。[40]
- 哈羅德·古德溫（Harold Goodwin），84歲，美國演員。
- 埃米利奧·埃爾·莫羅（Emilio el Moro），63歲，西班牙弗拉門戈歌手，吉他手和幽默家。
- 內森·珀爾馬特（Nathan Perlmutter），63-64歲，美國反誹謗聯盟（Anti-Defamation League）執行主任，肺癌。[41]
- 瑪格麗特·雷諾阿，80歲，法國電影剪輯師。
- 安德列·斯涅日涅夫斯基，83歲，蘇聯精神病學家，肺癌。

### 13日
- 佩蒂絲·科利爾，76歲，英國女演員。[42]
- 羅伯特·法蘭西斯，85歲，美國詩人。[43]
- Silas Jayne，80歲，美國馴馬師和殺人犯，白血病。[44]
- 埃裡克·沃雷爾（Eric Worrell），62歲，澳大利亞博物學家和科學作家，建立了澳大利亞爬行動物公園，心臟病發作。[45]

### 14日
- Salvador E. Felices，63歲，美國空軍波多黎各少將。[46]
- Fritz Holt，46歲，美國戲劇製片人和導演（La Cage aux Folles），肺炎。[47]
- 威廉·奧弗頓，47歲，美國地區法官，癌症。[48]
- Sao Saimong，73歲，緬甸政府部長。
- 威廉·斯圖爾特-休斯頓（William Stuart-Houston），76歲，阿道夫·希特勒（Adolf Hitler）的同父異母侄子。[49]
- 朴英顺，30歲，朝鮮乒乓球運動員，世界冠軍。
- Viktor Zhdanov，73歲，蘇聯病毒學家和流行病學家，在根除天花、腦出血方面發揮了重要作用。[50]

### 15日
- Lee Ballanfant，91歲，美國職業棒球大聯盟裁判。[51]
- J. Rives Childs，94歲，美國外交官和作家，美國大使，心肺感染。[52]
- Polly Elwes，59歲，英國BBC電視台視覺播音員和記者（今晚），骨癌。[53]
- 李·蓋恩斯（Lee Gaines），73歲，美國爵士歌手和作詞家（搭乘A号列车、Just A-Sittin' and A-Rockin'），癌症。[54]
- 費爾南多·范澤勒·格德斯（Fernando Van Zeller Guedes），84歲，葡萄牙葡萄酒生產商（Sogrape）。[55]
- 彼特·金，28歲，英國音樂家，睾丸癌。
- 傑克·奧哈根（Jack O'Hagan），88歲，澳大利亞歌手、詞曲作者和電臺名人（Along the Road to Gundagai， Our Don Bradman）。[56]
- 瑪格麗特·施萊格爾（Margarete Schlegel），87歲，德國和英國戲劇和電影女演員，女高音輕歌劇歌手（柏林-亞歷山大廣場）。

### 16日
- 哈裡·艾爾斯（Harry Ayres），74歲，紐西蘭登山家和嚮導，疑似自殺。
- 阿爾菲·巴斯（Alfie Bass），71歲，英國演員，心臟病發作。
- 皮埃爾·拉迪諾瓦（Pierre Lardinois），62歲，荷蘭政治家和外交官，眾議院議員，癌症。[57]
- Juraj Lupták，45歲，捷克斯洛伐克強姦犯和連環殺手，被絞死。
- 魯道夫·帕倫博（Rudolph Palumbo），86歲，英國房地產開發商。
- Tony Tani，69歲，日本藝人，肝癌。
- 克里夫·威爾頓，71歲，蘇格蘭橄欖球聯盟球員，蘇格蘭橄欖球聯盟主席。

### 17日
- Marjorie Cottle，86歲，英國摩托車試騎手。
- Dominick V. Daniels，78歲，美國政治家，美國眾議院議員。[58]
- 約爾格·福瑟（Jörg Fauser），43歲，德國作家、詩人和記者，被卡車撞倒。[59]
- 石原裕次郎，52歲，日本演員和歌手，肝癌。[60]
- 霍華德·麥吉（Howard McGhee），69歲，美國比波普爵爵士小號手。[61]
- Mathura Prasad Mishra，69歲，印度政治家，人民院成員。
- 克利斯蒂安·帕盧薩盧，79歲，愛沙尼亞重量級摔跤手和兩枚奧運會金牌得主。[62]
- Leon B. Poullada，74歲，美國外交官，美國駐多哥大使，前列腺癌。[63]

### 18日
- 安東尼·卡薩門托，66歲，美國海軍陸戰隊下士，荣誉勋章獲得者。[64]
- 喬治·達爾，93歲，美國建築師，脫水。[65]
- 吉爾伯托·弗雷爾（Gilberto Freyre），87歲，巴西社會學家、作家和國會議員，腦出血。[66]
- 阿爾弗雷多·魯阿諾，54歲，薩爾瓦多國際足球運動員（薩爾瓦多、聯盟足球會），心臟病發作。[67]

### 19日
- Clementina de Jesus，86歲，巴西桑巴歌手，中風。[68]
- Jane Kendeigh，65歲，美國海軍飛行護士。[69]
- Aadhavan Sundaram，45歲，印度泰米爾作家，溺水身亡。
- Brij Lal Varma，70-71歲，印度政治家，人民院成員，內閣部長。

### 20日
- 有島一郎，71歲，日本喜劇演員和演員（金剛對哥吉拉）。
- Norbert Casteret，89歲，法國洞穴探險家、冒險家和作家。
- 理查·伊根，65歲，美國演員（榮耀旅、左場的孩子），前列腺癌。[70]
- 瑪吉特·約翰森（Margit Johnsen），74歲，挪威商船隊水手。[71]
- 德米特里·列柳申科，85歲，蘇聯陸軍上將，蘇聯英雄。
- 亚历山大·伍德，80歲，蘇格蘭美國國際足球運動員（萊斯特城、美國）。[72]

### 21日
- 約翰·阿姆斯壯，71歲，愛爾蘭聖公會主教，阿馬大主教。[73]
- 唐納德·克雷西（Donald Cressey），68歲，美國刑法學家、社會學家和犯罪學家，心臟病發作。[74]
- Louis DaPron，74歲，美國舞蹈家、編舞家和舞蹈教練，心臟病發作。[75]
- 伯特·凱斯（Bert Keyes），56歲，美國鋼琴家、詞曲作者和歌手（雙向街上的愛）。
- 斯特拉·斯泰恩（Stella Steyn），79歲，愛爾蘭藝術家。[76]
- Burke Trend，73歲，英國公務員，牛津大学林肯学院校長。[77]

### 22日
- 阿黛爾·科曼迪尼，89歲，美國編劇（三個聰明的女孩）。
- Fahrettin Kerim Gökay，87歲，土耳其政治家和外交官，土耳其駐瑞士大使。
- 尤金·哈利迪（Eugene Halliday），75歲，英國藝術家和作家。
- 娜塔莉·辛德拉斯（Natalie Hinderas），60歲，美國鋼琴家和作曲家，癌症。[78]
- Mary Cover Jones，89歲，美國發展心理學家，行為治療的先驅。[79]
- Jack Lescoulie，74歲，美國廣播電視播音員和主持人（今日），結腸癌。[80]
- C. B. Macpherson，75歲，加拿大政治學家。[81]
- 唐·麥克馬洪，57歲，美國職業棒球大聯盟球員（亞特蘭大勇士、舊金山巨人），心臟病發作。[82]
- Nick Perls，55歲，美國音訊工程師，Yazoo Records 和 Blue Goose Records 的創始人和擁有者。
- Raja Shankar，55歲，印度演員。
- AG Kripal Singh，53歲，印度板球測試運動員和國家選拔者，心臟驟停。[83]
- 亨利·塔亞利（Henry Tayali），43歲，尚比亞畫家、雕塑家和版畫家。

### 23日
- DeVeren Bookwalter，47歲，美國演員和導演（Cyrano de Bergerac），胃癌。[84]
- 宋德基，94歲，韓國武術家。
- Art Jarrett，80歲，美國歌手、演員和樂隊領隊，患有肺炎。
- 亞歷克斯·薩德金（Alex Sadkin），38歲，美國唱片製作人和工程師，車禍。[85]
- 曼努埃爾·蘇亞雷斯·蘇亞雷斯（Manuel Suárez y Suárez），91歲，西班牙出生的墨西哥企業家和藝術贊助人（塞爾瓦賭場、墨西哥酒店）。

### 24日
- 安娜-伊娃·伯格曼（Anna-Eva Bergman），78歲，挪威抽象表現主義藝術家。[86]
- 弗朗茨·布里（Franz Burri），85歲，瑞士政治人物，納粹宣傳的傳播者。
- 派特·克蘭西（Pat Clancy），68歲，澳大利亞工會會員，心臟病發作。[87]
- 迪克·韋爾斯托德，59歲，美國爵士鋼琴家，心臟病發作。[88]

### 25日
- 小瑪律科姆·鮑德裡奇（Malcolm Baldrige Jr.），64歲，美國商人，美國商務部長，牛仔競技表演事故。[89]
- 查理斯·斯塔克·德雷珀，85歲，美國科學家和工程師，“慣性導航之父”。[90]
- 莉迪·馬蘭德（Lydie Marland），87歲，奧克拉荷馬州美國第一夫人。[91]
- 特雷西·裡德（Tracy Read），25歲，美國賽車手，賽車事故。[92]

### 26日
- 吉姆·畢曉普，79歲，美國記者和作家，呼吸衰竭。[93]
- Chinmoy Chattopadhyay，56歲，印度歌手。
- 菲利斯·奇倫托（Phyllis Cilento），93歲，澳大利亞醫生，計劃生育宣導者和種族主義信仰的宣導者。[94]
- 弗蘭克·馬歇爾·大衛斯（Frank Marshall Davis），81歲，美國記者、詩人和政治活動家，心臟病發作。[95]
- 陶菲格·哈基姆，88歲，埃及作家。[96]
- 喬·利金斯，71歲，美國 R&B，爵士和藍調鋼琴家和聲樂家，中風。[97]
- 卡梅利塔·馬拉奇，79歲。美國音樂會舞者和編舞，心臟病發作。[98]
- 肯尼斯·繆斯（Kenneth Muse），77歲，美國動畫師（猫和老鼠）。[99]
- 馬里奧·拉迪斯，88歲，義大利畫家
- 休·惠勒（Hugh Wheeler），75歲，英國出生的美國小說家、編劇和詩人（魔街理髮師（Sweeney Todd））。[100]

### 27日
- 特拉維斯·傑克遜，83歲，美國職業棒球大聯盟（纽约巨人），阿爾茨海默病。[101]
- Jan Mikusiński，74歲，波蘭數學家（数学分析）。[102]
- K. L. N. Prasad，59歲，印度政治家，联邦院議員。

### 28日
- 詹姆斯·伯納姆（James Burnham），81歲，美國哲學家和政治理論家，腎癌和肝癌。[103]
- 費奧多爾·費多連科（Feodor Fedorenko），79歲，蘇聯納粹合作者和戰犯，被處決。[104]
- 卡爾頓·弗雷德里克斯（Carlton Fredericks），76歲，美國電台評論員和健康與營養作家，心臟病發作。[105]
- 傑克·倫肖，77歲，澳大利亞政治家，新南威爾士州州長。[106]
- Ismet Alajbegović Šerbo，62歲，波士尼亞手風琴家，作曲家和民歌作家。
- 阮遵，77歲，越南作家。
- 菲力浦·弗農（Philip E. Vernon），82歲，英國出生的加拿大心理學家和作家。[107]
- Levie Vorst，83歲，荷蘭鹿特丹拉比。

### 29日
- Arthur J. Bressan Jr.，44歲，美國導演、作家和紀錄片導演（Buddies），愛滋病。[108]
- 亞瑟·奇普菲爾德（Arthur Chipperfield），81歲，澳大利亞板球運動員。[109]
- 阿列克謝·蘇克勒京（Aleksey Sukletin），44歲，蘇聯連環殺手、強姦犯和食人者，被處決。[110]

### 30日
- Vicky Clement-Jones，38歲，香港出生的英國醫生和醫學研究員，卵巢癌。[111]
- 拉多·達維多夫，62歲，第二次世界大戰期間的蘇聯士兵，蘇聯英雄。
- 麥克唐納·霍布利（McDonald Hobley），70歲，英國BBC電視連續播音員，心臟病發作。[112]
- Bernard Sta Maria，42-43歲，馬來西亞政治家和作家，马六甲州议会議員，支氣管炎。
- Bibhutibhushan Mukhopadhyay，92歲，印度孟加拉文作家。
- 納西索·索爾丹，59歲，義大利足球運動員（AC米兰、拖連奴足球會）。
- 蜜雪兒·塔皮埃，78歲，法國藝術評論家、策展人和收藏家。

### 31日
- 肯尼斯·卡利爾（Kenneth Carllile），56歲，美國鄉村音樂吉他手和詞曲作者，心臟病發作。
- 約瑟夫·萊文（Joseph E. Levine），81歲，美國電影發行商、金融家和製片人（哥斯拉，怪獸之王！）。[113]
- 賈斯汀·波利爾（Justine W. Polier），84歲，美國律師，紐約州第一位女大法官。[114]
- 邁克爾·斯坦尼福斯，44歲，英國演員（Rentaghost），愛滋病。[115]
- Paul Yakabuski，64歲，加拿大政治家，安大略省省議會議員，跌倒頭部受傷。[116]

### 日期不詳
- Sari Maritza，77歲，英國電影女演員。[117]
- 喬·蒙德拉貢，67歲，美國爵士貝斯手。
- 休·珀西瓦爾，79歲，英國編劇和電影製片人。